# دوروتی بوهم
دوروتی بوهم (انگلیسی: Dorothy Bohm؛ زادهٔ ۲۲ نوامبر ۱۹۲۴) عکاس اهل بریتانیا است.